# Macky Sall
Macky Sall, född 11 december 1961 i Fatick, Senegal, var Senegals president från 2 april 2012 till 2 april 2024. Den 5 februari 2022 blev han ordförande för Afrikanska unionen under ett år.
Sall var länge medlem av Senegals demokratiska parti och under president Abdoulaye Wade var Sall premiärminister från april 2004 till juni 2007 samt talman för Senegals parlament från 2007 till 2008.
Han lämnade Senegals demokratiska parti 2008 efter att ha hamnat i en konflikt med Wade. 
Som en följd av detta grundade han då partiet Allians för republiken som ett oppositionsparti, ett parti som han fortfarande leder. Han var Faticks borgmästare 2002–2008 och sedan igen 2009–2012.
I den första omgången av 2012 års presidentval kom han på andra plats efter Wade, men fick senare stöd av de andra oppositionskandidaterna och segrade med hjälp av detta i den andra omgången av omröstningen som hölls den 25 mars 2012.
Vid presidentvalet i Senegal den 24 februari 2019 omvaldes Sall för en andra period, efter att ha fått närmare 58 procent av rösterna i första valomgången.